# Чеккини, Елена
Елена Чеккини (итал. Elena Cecchini, род. 25 мая 1992, Удине) — итальянская профессиональная велогонщица, выступающая за женскую команду Team SD Worx-Protime. Чемпионка Италии по шоссейному велоспорту в 2014, 2015 и 2016, 2018, 2019 годах.

## Карьера
Елена Чеккини родилась в семье велосипедистов: её отец, брат и один из двоюродных братьев — все велосипедисты. Её двоюродная сестра, Сильвия Чеккини, начала ездить позже. Елена Чеккини начала заниматься велоспортом в возрасте шести лет. Она выступала за клуб Vecchia Fontana.
2009
Первый успех в карьере пришел к Елене Чеккини в 2009 году, когда она завоевала золотую медаль в групповой гонке на чемпионате Европы по шоссейному велоспорту среди юниоров и серебряную медаль в гонке по очкам на чемпионате мира по трековому велоспорту среди юниоров.
2010
В 2010 году она стала чемпионкой Европы среди юниорок в гонке по очкам, а на чемпионате Европы, состоявшемся годом позже, заняла второе место в том же виде в категории U-23.
На шоссе Елена Чеккини дебютировала на профессиональном уровне в 2011 году. Так, в составе национальной команды она участвовала в гонке Эмакумин Бира. В составе национальной команды она участвовала в Туре Ардеш, заняв четвёртое место на двух этапах. В свой первый год в элите она была отобрана на Чемпионат мира по шоссейным велогонкам. Там она помогла Джорджии Бронцини завоевать радужную майку. Параллельно с велоспортом она изучала литературу.
2012

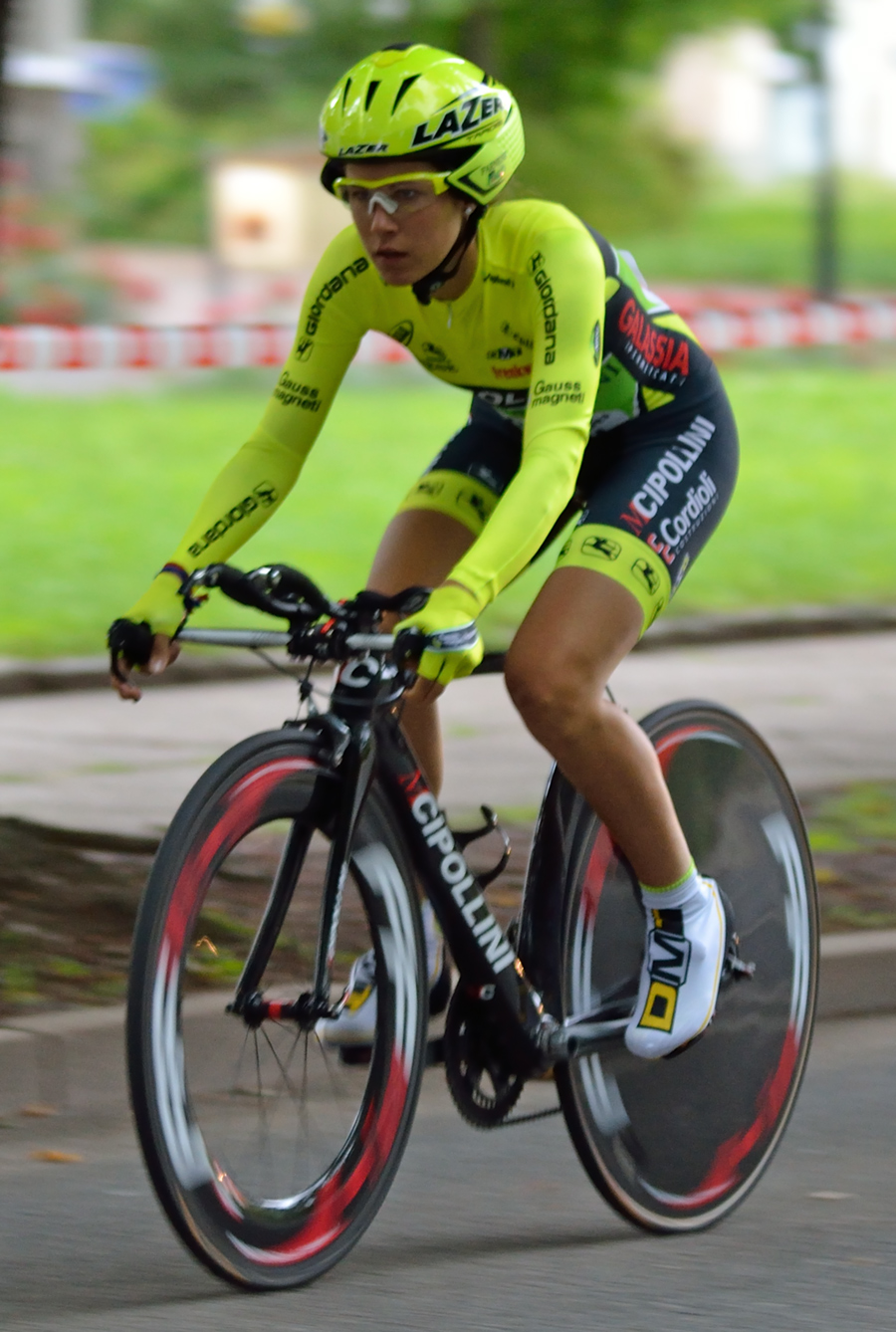
На Туре Тюрингии 2012

В 2012 году она заявила о себе на Трофи д’Ор. Надев нагрудный номер 1, она выиграла первый этап в спринте. На следующий день в командной гонке команда MCipollini Giambenini заняла второе место, отстав на три секунды от команды Sengers. Елена Чеккини сохранила майку лидера. Следующие три этапа завершились спринтами. На четвёртом этапе она пришла третьей и наконец-то внесла свое имя в список победителей гонки. Она стала самой молодой победительницей Трофи д’Ор.
2013—2014
Чеккини в начале своей профессиональной велосипедной карьеры выступала в нескольких итальянских командах, таких как Forno d’Asolo-Colavita, Faren-Kuota и MCipollini-Giambenini-Gaus. В составе последней команды она выиграла первый этап и общий зачёт французской многодневки Трофи д’Ор.
В 2013 году она завоевала бронзовую медаль в командной гонке преследования на чемпионате Европы в категории U-23. В том же году она участвовала в женской командной гонке чемпионата мира во Флоренции, где заняла 15-е место.
В 2013 и 2014 годах выступала за команду Estado de México–Faren Kuota. На треке она трижды становилась чемпионкой Италии и завоевала две бронзовые медали на чемпионате Европы по трековому велоспорту 2014 года — в гонке по очкам и скрэтче.
В составе Gruppo Sportivo Fiamme Azzurre она несколько раз становилась чемпионкой Италии по шоссейным и трековым гонкам: три в групповых гонках — в 2014, 2015 и 2016 годах, и два в индивидуальных гонках — в 2018 и 2019 годах.
В 2014 году на чемпионате Европы по шоссейному велоспорту среди спортсменов до 23 лет она вместе с Аннабель Древиль и Сабриной Стултинс ушла в отрыв. Три гонщицы боролись за победу в спринте. Елена Чеккини выпрямилась, чтобы отпраздновать победу, но слишком поздно поняла, что Сабрина Стултинс настигла её. Поэтому ей пришлось довольствоваться серебром. В том же году Елена Чеккини завоевала бронзовые медали в скрэтче и гонке по очкам на чемпионате Европы по трековому велоспорту, а также стала второй в Туре острова Чонгмин (Кубок мира).

### 2015

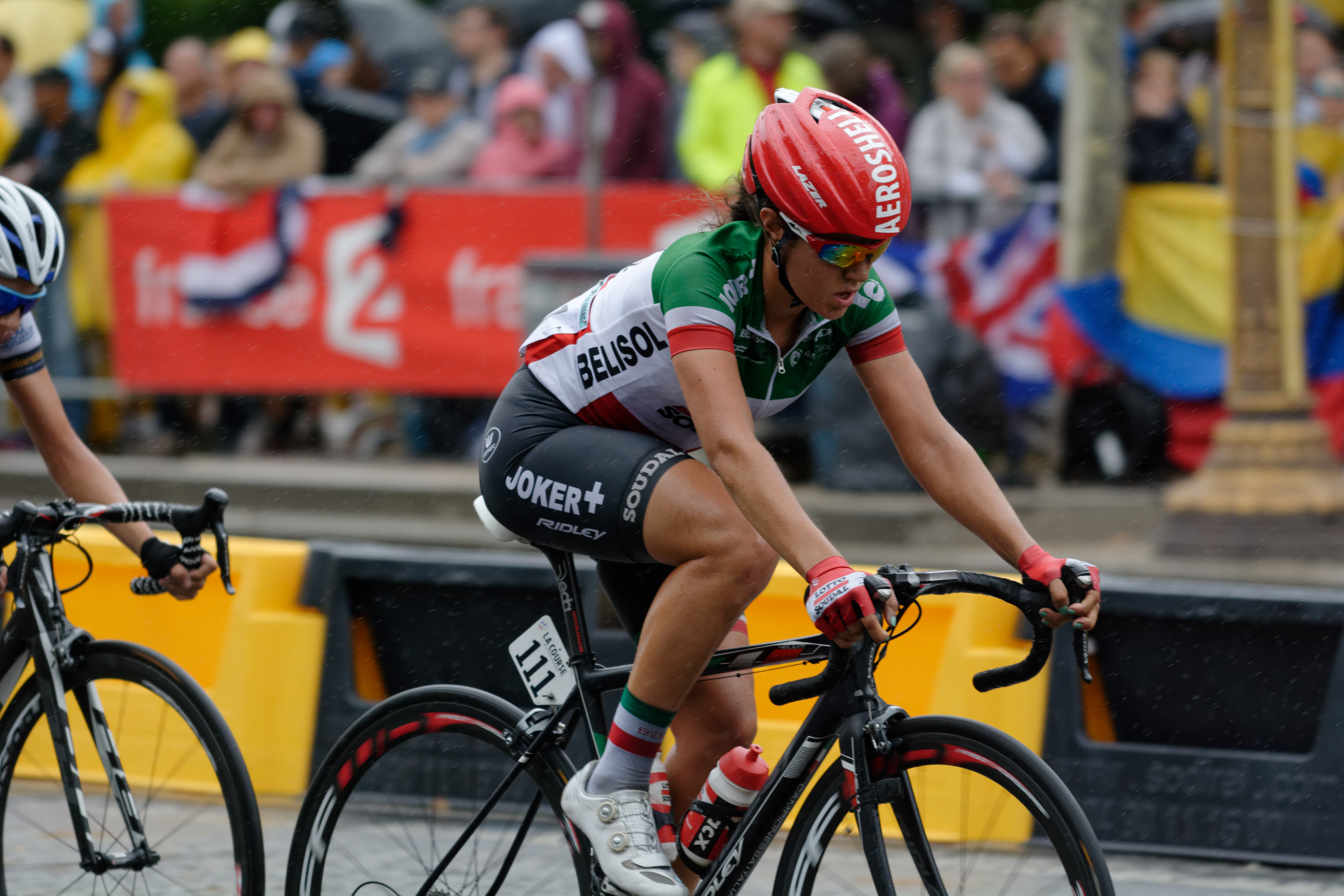
Ла курс бай Тур де Франс, 2015

В 2015 году она выступала за бельгийскую велокоманду Lotto Soudal Ladies и заняла пятое место на Туре Фландрии.
На первой весенней классической гонке Омлоп Хет Ниувсблад Елена Чеккини заняла третье место в гонке, уступив Анне ван дер Брегген и Эллен ван Дейк. В итоге она финишировала шестой. На следующей неделе она приняла участие в Ле-Самен и финишировала десятой в групповом спринте. На Страде Бьянке Донне она не смогла угнаться за лучшими, но всё же финишировала десятой, отстав более чем на четыре минуты от Меган Гарнье. На Трофее Альфредо Бинды — коммуны Читтильо сценарий повторился. Она заняла девятое место, спринтовав в группе преследования.
На Туре Фландрии итальянка следовала в группе преследования за Элизой Лонго Боргини и финишировала пятой в спринте.
В мае на втором этапе женского велофестиваля Эльзи Якобс в Люксембурге Елена Чеккини оторвалась от Люсинды Бранд, Аманды Спратт и Яннеке Энсинг за двадцать километров до финиша. Затем она выиграла спринт.
В финале гонки Дуранго-Дуранго Эмакумин Сариа следовала за лучшими. Она финишировала третьей, опередив Эвелин Стивенс. На последовавшем за ним третьем этапе Чеккини оторвалась от Катрин Гарфут и Хантал Блак. В спринте она заняла второе место, уступив нидерландской гонщице. В конце месяца она сохранила свой титул чемпионки Италии в групповой гонке, оторвавшись от соперников на последнем круге.
На Джиро д’Италия Елена Чеккини была четвёртой на первом этапе, который завершился групповым спринтом. На третьем этапе она участвовала в хорошем отрыве. В спринте её опередили Люсинда Бранд и Валентина Скандолара, и она заняла третье место. На следующий день она снова стала третьей, на этот раз в групповом спринте. На Балуаз Ледис Тур на первом этапе она ушла в отрыв вместе с Жольен Д'Ор и Флортье Макай. В спринте она заняла третье место. До конца гонки она удерживала третье место в общем зачёте.
В начале августа Елена Чеккини стала пятой в спринте за победу на Туре Бохума. Группа, боровшаяся за победу, сократилась до двадцати гонщиков. В Гран-при Плуэ — Бретань Елена Чеккини и Клаудия Лихтенберг последовали за атакой Эвелин Стивенс на последнем круге гонки. Их преимущество достигало тридцати секунд. Однако на последнем подъёме их настигла лидирующая группа. Итальянка финишировала седьмой.
В сентябре на Холланд Ледис Тур Елена Чеккини финишировала седьмой в спринте на втором этапе. На Туре Бельгии она была шестой на первом этапе, затем седьмой на втором, четвёртой на третьем и пятой на сложном финальном этапе. Гонку она закончила на четвёртом месте.
В ноябре 2015 года Чеккини вошла в состав команды Canyon-SRAM на сезон 2016 года. Она оставалась с командой до конца сезона 2020 года. В 2016 году она в третий раз подряд стала чемпионкой Италии по шоссейным велогонкам и выиграла общий зачёт Тура Тюрингии.

### 2016
Вместе с командой Canyon-SRAM Елена Чеккини завоевала серебряную медаль в командной гонке на чемпионате мира по шоссейным велогонкам в Дохе.
На чемпионате Италии по шоссейному велоспорту Элиза Лонго Боргини атаковала примерно за двадцать километров до финиша. Позади неё собралась группа преследования из шести человек. В нее вошли: Елена Чеккини, Татьяна Гудерцо, Росселла Ратто, Сорайя Паладин, Анна Зита Мария Стрикер, Джорджия Бронцини и Мария Джулия Конфалоньери. За десять километров до финиша Элизу Лонго Боргини догнали, и Елена Чеккини сразу же бросилась в погоню. Она выиграла соло в третий раз подряд.
В Туре Тюрингии Елена Чеккини была седьмой на втором этапе. В групповом спринте на пятом этапе Елена Чеккини заняла второе место. Однако на следующий день особенно сложный профиль этапа вызвал отбор в пелотоне, который прибыл к подножию главного подъёма дня всего с шестнадцатью гонщиками. На этом подъёме Аманда Спратт и Елена Чеккини атаковали и оторвались от своих преследователей. Они отлично сработались и пересекли финишную черту с опережением более чем в четыре минуты. Гонка завершилась в спринте, и, как и в предыдущий день, Елене Чеккини пришлось довольствоваться вторым местом. Она заработала желтую майку. Заключительный этап не принёс изменений в генеральную классификацию. Таким образом, Елена Чеккини выиграла Тур Тюрингии.
Во время олимпийской групповой гонки, когда до финиша оставалось около пятидесяти километров, Чеккини попыталась догнать Одри Кордон, но в итоге это привело к общей перегруппировке. Трикси Воррак, желая предвосхитить предстоящий подъём Vista Chinesa, снова атакует, и к ней присоединяются Полин Ферран-Прево, Елена Чеккини, Аниша Векеманс, Малгожата Ясинска и Грейси Элвин. Эта группа отрывается от пелотона, возглавляемого Кристин Армстронг, примерно на двадцать секунд. Группа достигла подножия Жоа с преимуществом в минуту и пятнадцать секунд, но была настигнута на подъёме. Елена Чеккини заняла двадцатое место в гонке.
На Гран-при Плуэ — Бретань Леа Кирхманн стартовала в одиночку, лидируя на последнем круге. Ее догнали только на подъёме в Ти-Маррек. Шесть гонщиков оторвались от неё, но не сработались. Победа была одержана в спринте с четырнадцатью участниками. Победу одержала Евгения Буяк, опередившая Елену Чеккини и Жоэль Нуменвиль.

### 2017
На Туре Дренте Елена Чеккини была в лидирующей группе после второго подъёма на гору VAM, но её быстро догнали. На последней городской трассе она оказалась в решающем отрыве вместе с Амалией Дидериксен, Люсиндой Бранд и Элизой Лонго Боргини. Она заняла второе место в спринте. На Трофее Альфредо Бинды — коммуны Читтильо гонка завершилась спринтом, в котором Елена Чеккини заняла пятое место.
Елена Чеккини заняла второе место в индивидуальной гонке чемпионата Италии. На Гран-при Плуэ — Бретань она заняла третье место в групповом спринте и пятое в гонке.
На чемпионате мира она была в составе команды, занявшей четвёртое место в командной гонке. В групповой гонке Чеккини столкнулась с Меган Гарнье на спуске с холма Салмон. Она вернулась в пелотон и финишировала десятой в гонке.

### 2018
В начале сезона Елена Чеккини была активна, атаковала на Омлоп Хет Ниувсблад, Страде Бьянке Донне и Туре Фландрии. В Туре Тюрингии первые этапы закончились спринтом. Елена Чеккини была четвёртой на первом этапе, затем выиграла второй. На четвёртом этапе она заняла третье место, попав в лидирующую группу на середине дистанции. На шестом этапе Елена Чеккини стала второй после своей подруги по команде, Элис Барнс, задавая темп в пелотоне. В финальной индивидуальной гонке она финишировала шестой, заняв пятое место в итоговом общем зачёте. В групповой гонке Опен Воргорда RR Елена Чеккини заняла четвёртое место в спринте. Она также была четвёртой в спринте на Гран-при Плуэ — Бретань.
В 2018 году она преуспела в индивидуальных гонках: в начале октября впервые стала чемпионкой Италии в этой дисциплине, выиграла индивидуальную гонку на Средиземноморских играх 2018 года в Таррагоне, и вместе со своей командой стала чемпионкой мира в командной гонке в Инсбруке (Австрия).

### 2019

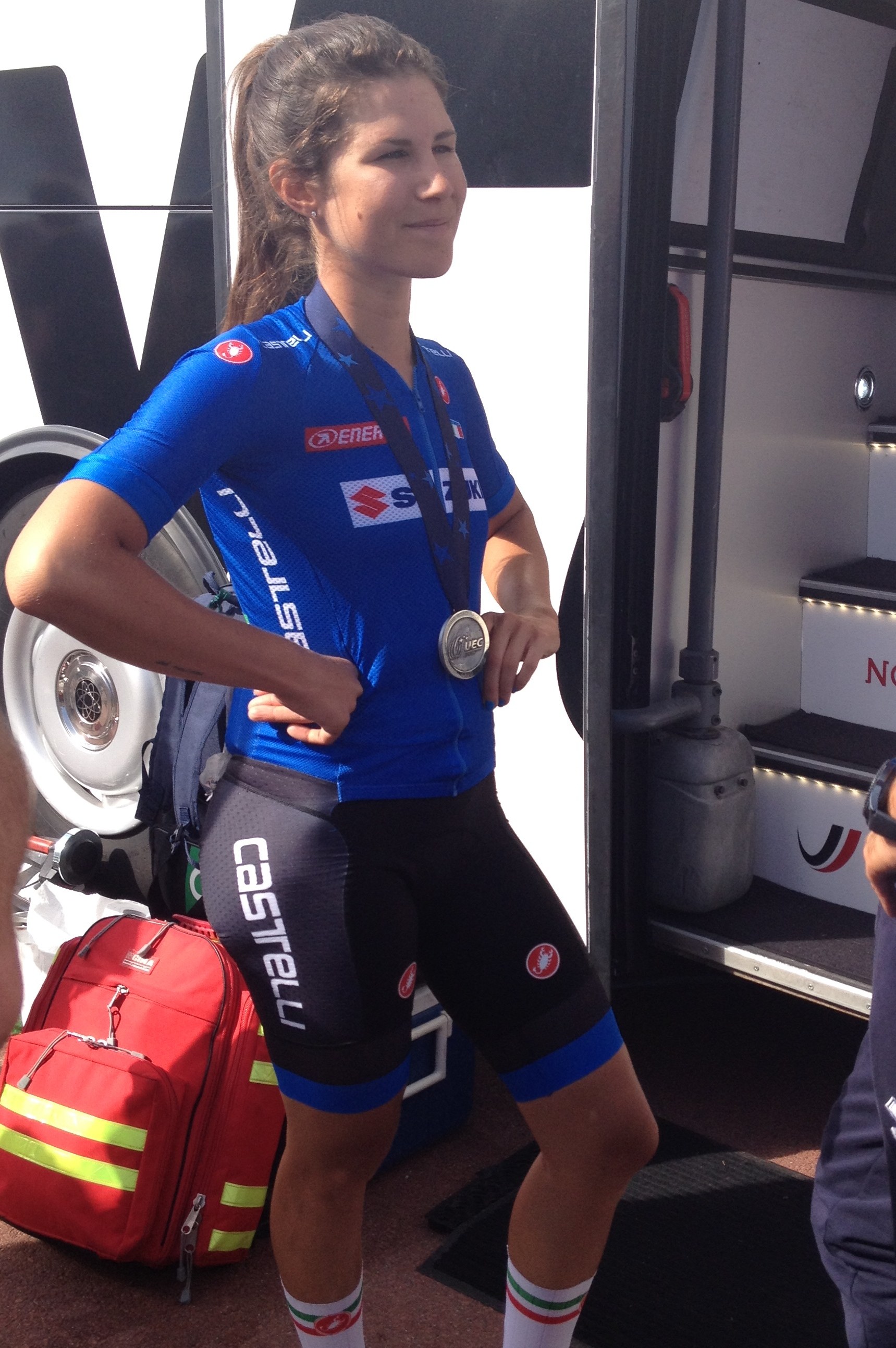
На чемпионате Европы, 2019

В 2019 году Чеккини активно участвовала в гонке Страде Бьянке Донне. Она заняла восьмое место в спринте Гент-Вевельгем.
В том же году она снова стала второй на Туре Дренте.
В гонке Дварс дор Фландерен Катажина Нивядома и Елена Чеккини входили в группу фаворитов, появившуюся незадолго до подъёма Хотонд. Елена Чеккини заняла четвёртое место в гонке.
На втором этапе Тура Тюрингии Елена Чеккини была четвертой, затем шестой на третьем этапе. На заключительном этапе она была в составе хорошего отрыва. Она выиграла спринт, опередив Корин Ривера и Жольен Д'Ор. В середине июня она сломала запястье на The Women's Tour.
В групповой гонке на чемпионате Европы по шоссейному велоспорту Эми Питерс провела решающую атаку. За ней последовали Лиза Кляйн и Елена Чеккини. Благодаря хорошему взаимодействию они получили двухминутное преимущество за двадцать километров до финиша. Три гонщицы сражались в спринте за победу. При очень неблагоприятном ветре на финальном отрезке Эми Питерс ускорялась каждые двести метров. Елена Чеккини могла только следовать за ней и финишировала второй.
В октябре она сохранила свой титул чемпионки Италии в индивидуальной гонке с раздельным стартом.

### 2020
На Гран-при Плуэ — Бретань Елена Чеккини заняла третье место в групповом спринте и пятое место в общем зачёте.
В 2020 году она завоевала бронзу в смешанной эстафете на чемпионате Европы в Плуэе. В августе 2020 года Елена Чеккини подписала двухлетний контракт с командой SD Worx.

### 2021
В 2021 году Чеккини победила в смешанной эстафете на чемпионате Европы в Трентино и завоевала бронзу в смешанной эстафете на чемпионате мира в Левене.
На Туре Дренте за пятьдесят километров до финиша группа отрыва сформировалась вокруг Деми Воллеринг, но пелотон отреагировал. На последнем подъёме Элиза Чабби ускорилась, а за ней оказались Флортье Макай и Елена Чеккини. На вершине их отрыв был небольшим. К ним присоединились ещё три гонщицы из команды DSM. Их разделил спринт. Лорена Вибес оказалась самой быстрой, опередив Елену Чеккини.

### с 2022
В 2022 году на чемпионате мира в Вуллонгонге Елена Чеккини заняла второе место в смешанной эстафете.
На шоссе она завоевала три медали на чемпионате мира по шоссейному велоспорту с 2018 по 2022 годы и четыре медали на чемпионате Европы по шоссейному велоспорту с 2019 по 2023 годы. Кроме того, она завоевала бронзовую медаль на чемпионате Европы по гравийному велоспорту в 2023 году.

## Достижения

### Трек
|                               | 2009 | 2010 | 2011 | 2012 | 2013 | 2014 | 2016 | 2023 |
| ----------------------------- | ---- | ---- | ---- | ---- | ---- | ---- | ---- | ---- |
| Чемпионат мира                |      |      |      |      |      |      |      |      |
| гонка по очкам                | 2    |      |      |      |      |      | 11   |      |
| скрэтч                        |      | 3    |      | 10   |      |      |      |      |
| Кубок мира                    |      |      |      |      |      |      |      |      |
| командная гонка преследования |      | 3    |      |      |      |      |      |      |
| скрэтч                        |      |      | 1    | 3    |      |      |      |      |
| Чемпионат Европы              |      |      |      |      |      |      |      |      |
| командная гонка преследования |      | 2    |      |      | 3    | 3    |      |      |
| гонка по очкам                |      | 1    |      | 2    |      | 1 3  |      |      |
| скрэтч                        |      |      |      |      |      | 3    |      |      |
| Чемпионат Италии              |      |      |      |      |      |      |      |      |
| командная гонка преследования |      |      | 2    | 3    | 1    | 1    |      |      |
| гонка по очкам                |      |      |      |      | 1    |      |      | 2    |
| скрэтч                        |      |      | 3    |      |      |      |      |      |
| кейрин                        |      |      | 3    |      |      |      |      |      |

### Шоссе
2009
 Чемпионат Европы — групповая гонка U19
5-я на Чемпионате мира — групповая гонка U19
2010
6-я на Чемпионате Европы — групповая гонка U19
2011
Ронде Бургундии
2-я в генеральной классификации
1-й этап
2012
Трофи д’Ор:
Генеральная классификация
1-й этап
2014
 Чемпионат Италии — индивидуальная гонка
 Чемпионат Европы — групповая гонка U23
2-я на Туре острова Чунмин Кубок мира
6-я на Опен Воргорда RR
10-я на Трофее Альфредо Бинды — коммуны Читтильо
2015
 Чемпионат Италии — групповая гонка
2-й этап Фестиваля Эльзи Якобс
3-я на Дуранго-Дуранго Эмакумин Сариа
3-я на Балуаз Ледис Тур
3-я на Туре Бельгии
5-я на Туре Фландрии
5-я на Туре Бохума
7-я на Гран-при Плуэ — Бретань
9-я на Трофее Альфредо Бинды — коммуны Читтильо
2016
 Чемпионат Италии — групповая гонка
Тур Тюрингии
 Чемпионат мира — командная гонка
2-я на Дварс дор де Вестхук
2-я на Гран-при Плуэ — Бретань
4-я на Опен Воргорда TTT
8-я на Филадельфия Классик
2017
2-я на Чемпионате Италии — индивидуальная гонка
2-я на Туре Дренте
3-я на Опен Воргорда TTT
5-я на Трофее Альфредо Бинды — коммуны Читтильо
5-я на Гран-при Плуэ — Бретань
6-я на Туре Фландрии
9-я на Гент — Вевельгем
10-я на Чемпионате мира — групповая гонка
10-я на Страде Бьянке Донне
10-я на Холланд Ледис Тур
2018
 Чемпионат мира — командная гонка
 Средиземноморские игры — индивидуальная гонка
 Чемпионат Италии — индивидуальная гонка
2-й этап Тура Тюрингии
4-я на Чемпионате Европы — групповая гонка
4-я на Опен Воргорда TTT
4-я на Опен Воргорда RR
4-я на Женском туре Норвегии
4-я на Гран-при Плуэ — Бретань
10-я на Холланд Ледис Тур
2019
 Чемпионат Италии — индивидуальная гонка
6-й этап Тура Тюрингии
2-я на Чемпионате Европы — групповая гонка
2-я на Опен Воргорда TTT
5-я на Трофее Альфредо Бинды — коммуны Читтильо
8-я на Гент — Вевельгем
10-я на Гран-при Плуэ — Бретань
2020
 Чемпионат Европы — смешанная эстафета
5-я на Гран-при Плуэ — Бретань
9-я на Чемпионате Европы — групповая гонка
2021
 Чемпионат Европы — смешанная эстафета
 Чемпионат мира — смешанная эстафета
2-я на Туре Дренте
2022
 Чемпионат мира — смешанная эстафета
2-я на Опен Воргорда TTT
5-я на Трофее Альфредо Бинды — коммуны Читтильо
2023
 Чемпионат Европы — смешанная эстафета

#### Статистика выступления наГранд-турах
| Гонка / Год       | 2013           | 2014           | 2015           | 2016           | 2017           | 2018           | 2019           | 2020           | 2021           | 2022 | 2023 |
| ----------------- | -------------- | -------------- | -------------- | -------------- | -------------- | -------------- | -------------- | -------------- | -------------- | ---- | ---- |
| Джиро Роза        | DNF            | —              | 24             | DNF            | 18             | 56             | —              | 44             | 56             | 41   | DNF  |
| Тур де Франс Фамм | не проводилась | не проводилась | не проводилась | не проводилась | не проводилась | не проводилась | не проводилась | не проводилась | не проводилась | —    | 95   |

## Рейтинги
| Год                 | 2011  | 2012  | 2013  | 2014 | 2015 | 2016 | 2017 | 2018 | 2019 | 2020 | 2021 | 2022 | 2023  | 2024  |
| ------------------- | ----- | ----- | ----- | ---- | ---- | ---- | ---- | ---- | ---- | ---- | ---- | ---- | ----- | ----- |
| Мировой рейтинг UCI | 143-й | 65-й  | 105-й | 19-й | 19-й | 23-й | 18-й | 32-й | 35-й | 43-й | 48-й | 68-й | 446-й | 473-й |
| Мировой кубок UCI   | -     | 108-й | 56-й  | 12-й | 11-й |      |      |      |      |      |      |      |       |       |
| Мировой тур UCI     |       |       |       |      |      | 21-й | 13-й | 26-й | 34-й | 38-й | 34-й | 55-й | 234-й | 244-й |
|                     |       |       |       |      |      |      |      |      |      |      |      |      |       |       |
| Источник: UCI       |       |       |       |      |      |      |      |      |      |      |      |      |       |       |

## Личная жизнь
22 октября 2022 года Елена Чеккини вышла замуж за велосипедиста Элиа Вивиани.

### Комментарии
1. ↑  с Татьяной Гудерцо[англ.], Мартой Тальяферро и Беатрис Бартеллони[англ.]
2. ↑  с Татьяной Гудерцо[англ.], Мартой Тальяферро и Беатрис Бартеллони[англ.]